# Iggesund Paperboard
Iggesund Paperboard est une entreprise du groupe Holmen. La firme se situe au troisième rang européen, avec une part de marché d’environ 20 % dans la production de carton à base de fibres vierges.

## Histoire
Iggesund
est un village industriel de Suède. En 1685, Isak Breant Sr, homme d’affaires commissionné par la reine Christine de Suède, y a établi une usine. Iggesunds Bruk (en français : usine)  était tout d’abord une sidérurgie. La forêt environnante était exploitée pour la production de charbon. En 1771, Iggesund a acquis la petite papeterie voisine d’Östanå. Elle a été une des premières à tenter la production de papier à partir de sciure et de bois – cette technique resta cependant expérimentale. En 1842, la papeterie a été ravagée par un incendie.
En 1869, le baron Gustav Tamm est devenu le propriétaire d’Iggesunds Bruk, transformé en large scierie - ce qui représentait une transformation majeure pour l’entreprise. En 1949, Iggesund est entré en bourse, listé à la Stockholmsbörsen (Bourse de Stockholm). Quelques années plus tard, en 1963, Lars G. Sunblad y a introduit la production de carton. En 1988, à la suite de la fusion de MoDo (en), Holmen et Iggesund, les actions d’Iggesund ont été retirées de la Bourse de Stockholm.
Iggesund a donc intégré pleinement la holding qui, en 2000, a pris le nom de Groupe Holmen AB 
.

## Produits
La gamme d’Iggesund consiste en deux familles de produits :
- Invercote, un carton homogène blanchi (SBB,GZ (en)) avec un grammage de 180-400 g/m2 et une épaisseur de 200-485 µm [2].

- Incada, un carton tout bois (FBB, GC1 et GC2 (en)) avec un grammage de 200-400 g/m2 et une épaisseur de 290-780 µm[3].

## Usines

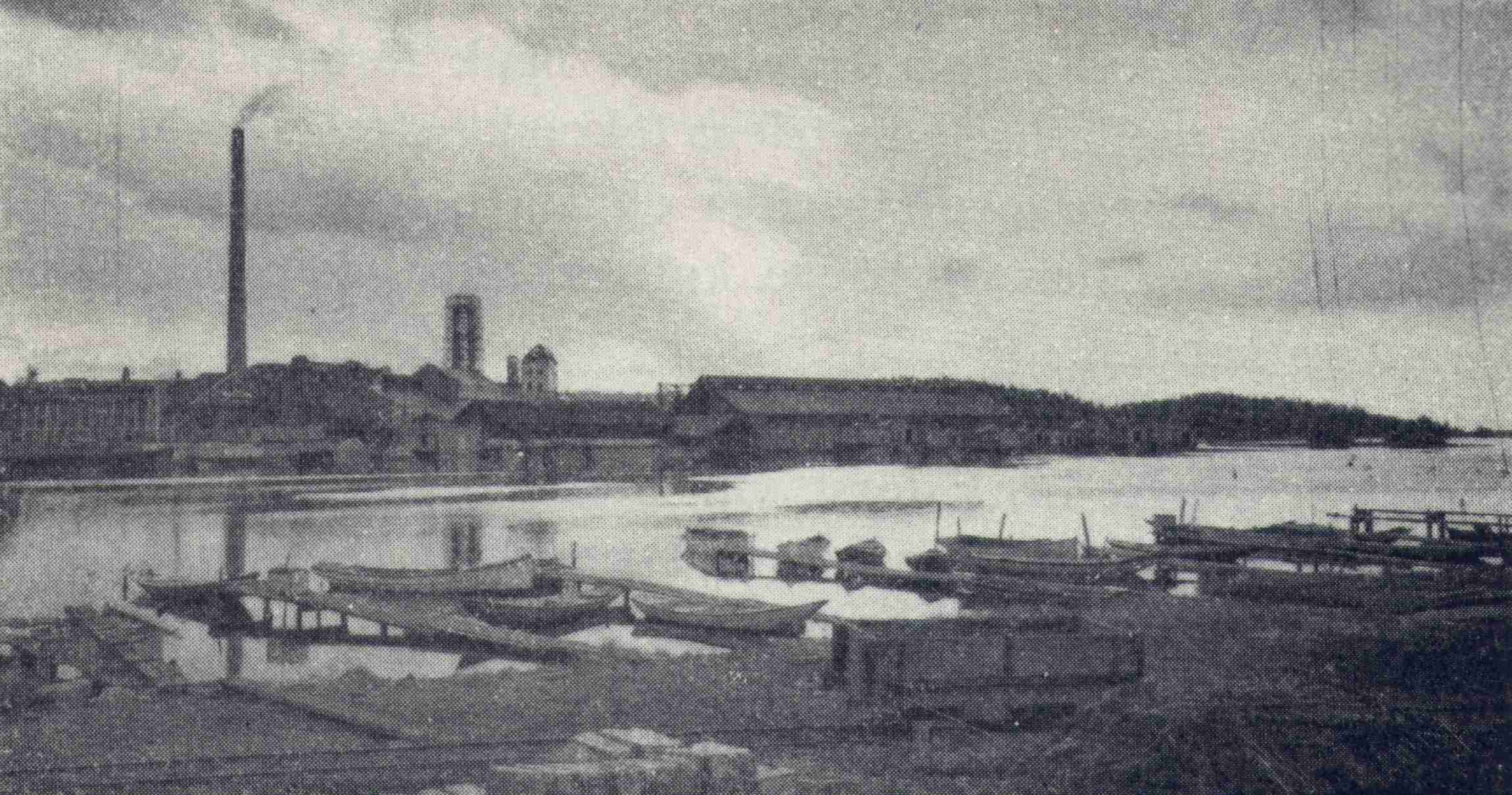
Iggesunds bruk (1923)

Iggesunds Bruk produit du carton homogène blanchi (SBB,GZ (en)) pour la gamme Invercote à Iggesund, en Suède.
- deux machines avec une capacité annuelle d’environ 330 000 tonnes
- 262 000 tonnes de carton produites en 2008
- Carton certifié ISO 9001 et ISO 14001
- Carton certifié par le FSC (Forest Stewardship Council)
- Carton certifié par le PEFC (Programme for the Endorsement of Forest Certification schemes)

Workington produit du carton tout bois (FBB, GC1 et GC2 (en)) pour la gamme Incada à Workington, en Angleterre.
- deux machines avec une capacité annuelle de 260 000 tonnes
- 231 000 tonnes de carton produites en 2008
- Carton certifié ISO 9001 et ISO 14001
- Carton certifié par le FSC (Forest Stewardship Council)

Ströms Bruk produit du carton complexe à enductions plastiques et du carton contrecollé sur la base du carton fabriqué à Iggesund et à Workington. La capacité du site de Strömsbruk, en Suède, s’élève à 40 000 tonnes par an
.

## Implantations
Siège social :

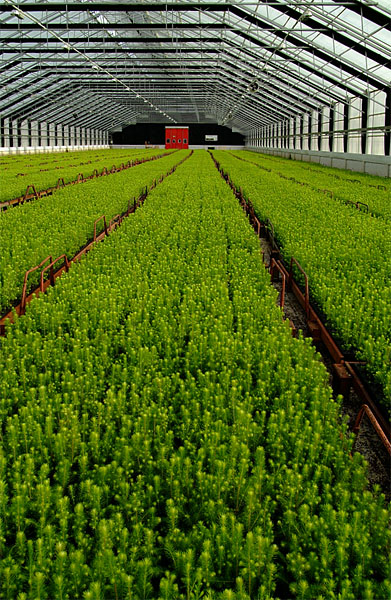
Pépinière d'Holmen près de Friggesund

- Iggesund Paperboard AB, Iggesund, Suède

Centre de découpe :
- Service Station (FRA), Portes-lès-Valence, France
- Service Station (NL), Utrecht, Pays-Bas

Bureaux de vente :
- Iggesund Paperboard Europe, Amsterdam, Pays-Bas
- Iggesund Paperboard Asia (HK) Limited, Hong Kong
- Iggesund Paperboard Asia Pte Ltd., Singapour
- Iggesund Paperboard Inc. Sales Office US, Lyndhurst, New Jersey, États-Unis

Agents commerciaux :
Dans le monde entier
Terminaux de distribution :
- Iggesund, Suède
- Jenkins, Irlande
- Cracovie, Pologne
- Lübeck, Allemagne
- Rotterdam, Pays-Bas
- Tilbury, Royaume-Uni
- Workington, Royaume-Uni [5].